# Kabinett Janukowytsch II
| Logo | Partei                                  |
| ---- | --------------------------------------- |
|      | Partei der Regionen (PdR)               |
|      | Kommunistische Partei der Ukraine (KPU) |
|      | Sozialistische Partei der Ukraine (SPU) |

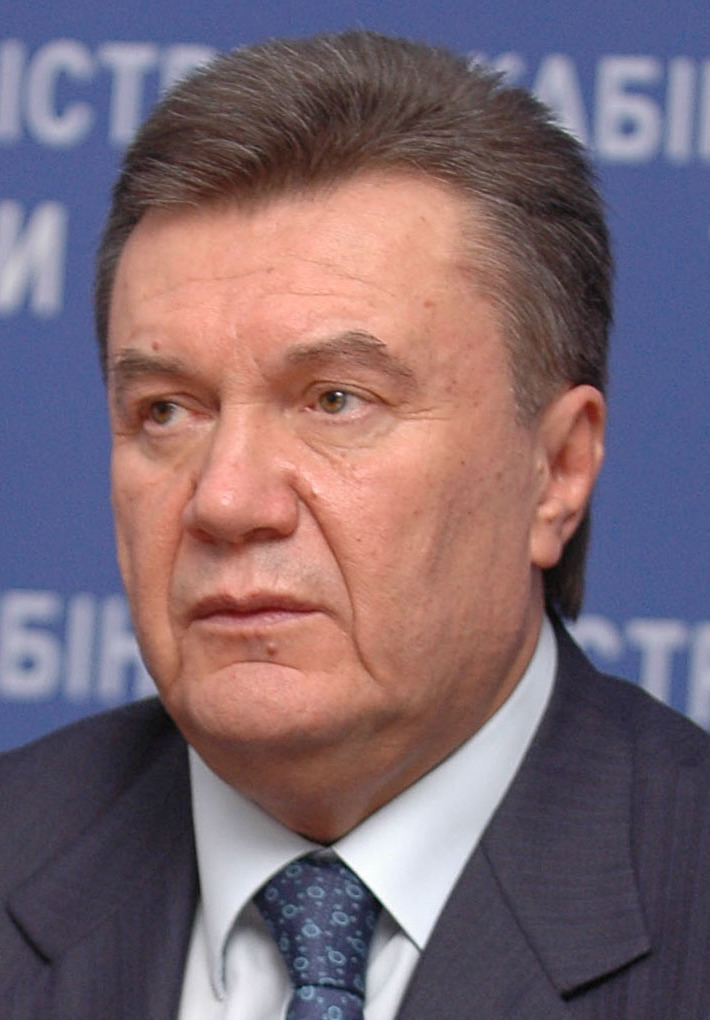
Wiktor Janukowytsch, Januar 2007

Das zweite Kabinett Janukowytsch war zwischen dem 4. August 2006 und dem 18. Dezember 2007 das Ministerkabinett der Ukraine. Die Koalition unter der Führung von Ministerpräsident Wiktor Janukowytsch bestand aus der Partei der Regionen, der Kommunistischen Partei der Ukraine und der Sozialistischen Partei der Ukraine.

## Beginn
Das Kabinett entstand über 4 Monate nach der Parlamentswahl in der Ukraine am 26. März 2006 und der anschließenden parlamentarischen Krise, die im Juni 2006 entstand, als eine Neuauflage der Koalition zwischen dem Block Julija Tymoschenko, der Volksunion Unsere Ukraine und der Sozialistischen Partei der Ukraine beschlossen wurde, in der geplant war, dass Julija Tymoschenko erneut das Amt der Ministerpräsidentin übernimmt.
Die folgenden monatelangen Verhandlungen scheiterten am Staatspräsidenten Wiktor Juschtschenko, der vor einer Zusammenarbeit mit Julija Tymoschenko als Ministerpräsidentin zurückschreckte und sich zudem gegen den Plan aussprach, den Vorsitzenden der Sozialistischen Partei Oleksandr Moros zum Parlamentspräsidenten zu machen, da sein Vertrauter Petro Poroschenko ebenfalls diesen Posten anstrebte. Dies veranlasste die Sozialistische Partei, die Koalition, noch vor ihrer Einsetzung, zu verlassen.
Daraufhin bildete sich eine Koalition aus der Partei der Regionen, der KPU und der Sozialistischen Partei, der sich, zumindest partiell, die Volksunion Unsere Ukraine anschloss und so der Block Julija Tymoschenko die einzige nennenswerte Oppositionspartei wurde.
Am 2. August 2006 erklärte Wiktor Juschtschenko, dass er Wiktor Janukowytsch für das Ministerpräsidentenamt vorschlagen werde. Mit der Koalitionsvereinbarung zwischen Janukowytsch und Juschtschenko sowie der Bestätigung Janukowytschs als Ministerpräsident durch die Werchowna Rada am 6. August war die viermonatige Regierungskrise der Ukraine zunächst beendet.

## Ende
Am 2. April 2007 wurde die Werchowna Rada von Präsident Wiktor Juschtschenko aufgelöst, nachdem im März 2007, unter Leitung des ehemaligen Ministerpräsidenten Anatolij Kinach, mehr als ein Dutzend Oppositionsabgeordnete zur Regierungskoalition überliefen. Jedoch war laut der ukrainischen Verfassung nur ganzen parlamentarischen Blöcken der Fraktionswechsel erlaubt, nicht den einzelnen Abgeordneten. Durch diesen Wechsel, meinte Juschtschenko, versuche die Regierung illegal ihre Macht zu steigern. Daraufhin vereinbarten Juschtschenko, Janukowitsch und Parlamentspräsident Oleksandr Moros Neuwahlen für den 30. September 2007 unter der Voraussetzung, dass mindestens je 150 Abgeordnete beider Seiten formell ihre Plätze räumten, um die rechtlichen Voraussetzungen für die Parlamentsauflösung und anschließende Neuwahlen zu schaffen. Nachdem dies geschehen war, fand die vereinbarte Neuwahl statt, aus der das zweite Kabinett Tymoschenko mit Julija Tymoschenko als Ministerpräsidentin hervorging.

## Zusammensetzung des Kabinetts
| Amt                                                                                             | Name                                     | Partei                                          |
| ----------------------------------------------------------------------------------------------- | ---------------------------------------- | ----------------------------------------------- |
| Ministerpräsident                                                                               | Wiktor Janukowytsch                      | Partei der Regionen                             |
| Erster Vize-Ministerpräsident                                                                   | Mykola Asarow                            | Partei der Regionen                             |
| Vize-Ministerpräsident, bis 21. März 2007 Minister für Wohnungswirtschaft und kommunale Dienste | Wolodymyr Rybak                          | Partei der Regionen                             |
| Vize-Ministerpräsident                                                                          | Andrij Kljujew                           | Partei der Regionen                             |
| Vize-Ministerpräsident                                                                          | Dmytro Tabatschnyk                       | Partei der Regionen                             |
| Vize-Ministerpräsident                                                                          | Wiktor Slauta                            | Partei der Regionen                             |
| Vize-Ministerpräsident                                                                          | Wolodymyr Radtschenko / Oleksandr Kusmuk | – / Partei der Regionen                         |
| Außenminister                                                                                   | Borys Tarasjuk / Arsenij Jazenjuk        | Volksunion Unsere Ukraine / überparteiisch      |
| Innenminister                                                                                   | Jurij Luzenko / Wassyl Zuschko           | – / Sozialistische Partei der Ukraine           |
| Verteidigungsminister                                                                           | Anatolij Hryzenko                        |                                                 |
| Wirtschaftsminister                                                                             | Wolodymyr Makucha / Anatolij Kinach      |                                                 |
| Landwirtschaftsminister                                                                         | Jurij Melnyk                             | Ukrainische Volkspartei                         |
| Minister für Kohleindustrie                                                                     | Serhij Tulub                             | Partei der Regionen                             |
| Minister für Wohnungswesen                                                                      | Oleksandr Popow                          | überparteilich                                  |
| Minister für Kultur und Tourismus                                                               | Ihor Lichowyj / Jurij Bohuzkyj           |                                                 |
| Minister für Katastrophenschutz                                                                 | Wiktor Baloha / Nestor Schufrytsch       | Volksunion Unsere Ukraine / Partei der Regionen |
| Bildungsminister                                                                                | Stanislaw Nikolajenko                    |                                                 |
| Minister für Brennstoff und Energiewirtschaft                                                   | Jurij Bojko                              | Partei der Regionen                             |
| Umweltschutzminister                                                                            | Wassyl Dscharty                          | Partei der Regionen                             |
| Minister für Industriepolitik                                                                   | Anatolij Holowko                         | KPU                                             |
| Minister für Arbeit und Soziales                                                                | Mychailo Papijew                         | Partei der Regionen                             |
| Minister für Familie, Jugend und Sport                                                          | Jurij Pawlenko                           | Volksunion Unsere Ukraine                       |
| Gesundheitsminister                                                                             | Jurij Poljatschenko                      |                                                 |
| Minister für Verkehr und Kommunikation                                                          | Mykola Rudkowskyj                        | Sozialistische Partei der Ukraine               |
| Minister des Ministerkabinetts der Ukraine                                                      | Anatolij Tolstouchow                     |                                                 |
| Justizminister                                                                                  | Roman Swarytsch                          | Volksunion Unsere Ukraine                       |